# Poebrotherium
Genre
Espèces de rang inférieur
- † Poebrotherium chadronense
- † Poebrotherium eximium
- † Poebrotherium franki
- † Poebrotherium hallii
- † Poebrotherium wilsoni

Poebrotherium est un genre fossile d’herbivores terrestres de la famille des Camelidae, ayant vécu en Amérique du Nord de la fin de l'Éocène à l'Oligocène, de −39 millions d’années à −30 millions d’années, soit pendant environ 7 millions d’années.

## Étymologie
Le nom Poebrotherium est formé à partir du grec et signifie littéralement « Bête mangeuse d'herbe ».

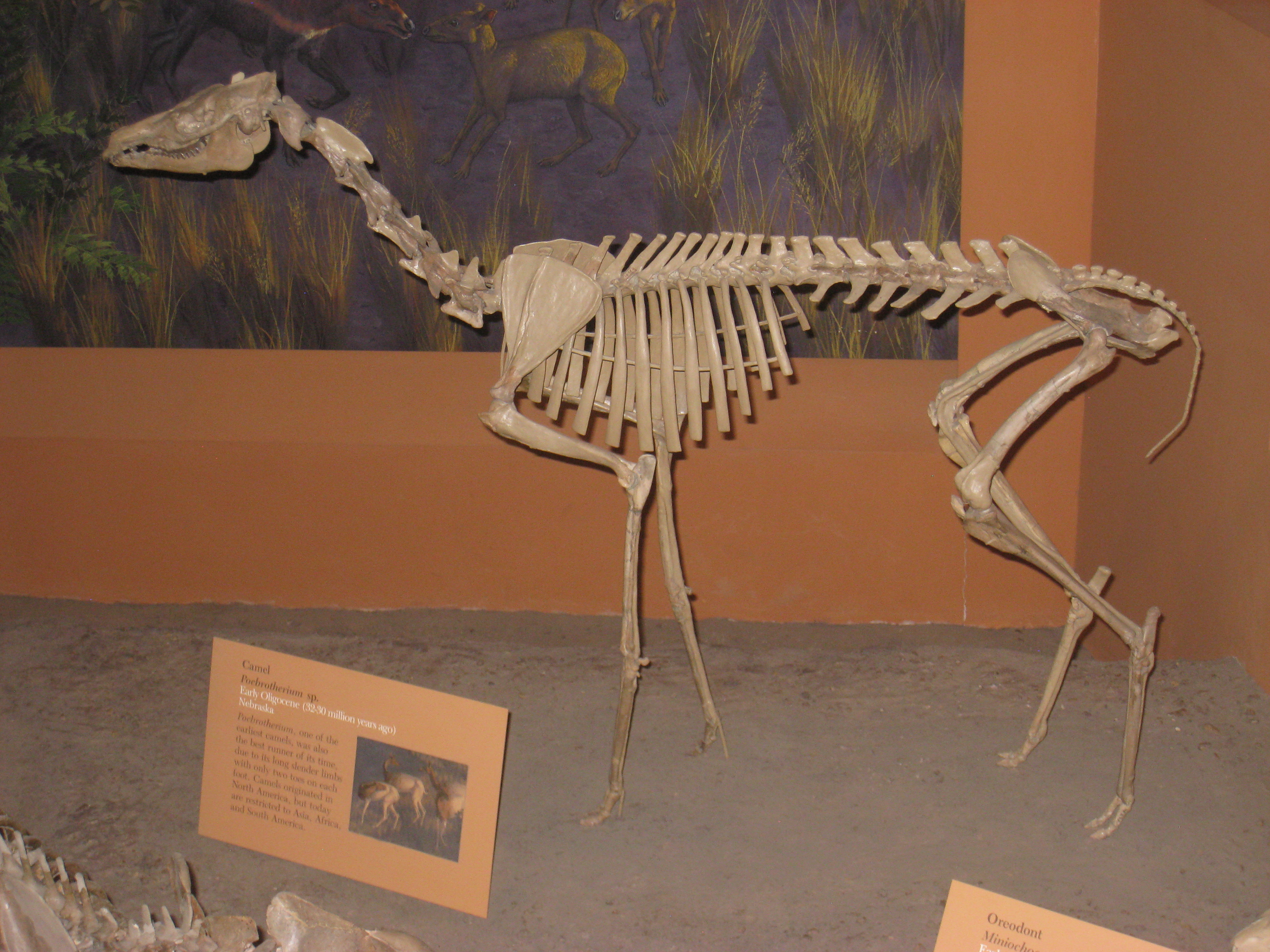
Reconstitution d'un squelette de Poebrotherium au National Museum of Natural History.

## Description
Animal herbivore ressemblant à un lama et pesant jusqu'à 40 kg.

## Occurrence
Au total, une vingtaine de spécimens ont été découverts dans l'Ouest des États-Unis depuis la Saskatchewan jusqu'au Mexique.